# Osamu Hashimoto
Osamu Hashimoto (japanisch 橋本 治, Hashimoto Osamu; geboren 25. März 1948 in Tokio; gestorben 29. Januar 2019 daselbst) war ein japanischer Illustrator und Schriftsteller.

## Leben und Wirken

### Allgemeines
Osamu Hashimoto erlangte einen Studienabschluss im Fach Japanische Literatur der Fakultät für Literatur der Universität Tokio. Im Jahr 1968, als er noch Student war, veröffentlichte er beim Komaba-Festival der Universität Tokio, auf dem Höhepunkt der Studentenunruhen, ein Plakat, das sehr berühmt wurde: „Halt mich nicht auf, alter Mann. Der Ginkgo auf seinem Rücken weint. Wohin geht die Tōdai der Männer?“ Er erregte damit sofort Aufmerksamkeit und begann als Illustrator zu arbeiten.
1970 erhielt Hashimoto den Auftrag, ein Jahr lang „Japanische Geschichte des Porno“ (ぽるの日本史) für „Weekly Shinchō“ (週刊新潮) zu illustrieren. 1977 wurde die Serie „Momijiri musume“ (桃尻娘) – etwa „Flatterhafes Mädchen“ – lobend beim „Novel Gendai“ bei dem „Newcomer’s Award“ (新人賞佳作) erwähnt, die im folgenden Jahr als Buch veröffentlicht wurde. Das Buch wurde von Nikkatsu unter der Regie von Kōyū Ohara verfilmt. Seitdem begann er in zunehmender Geschwindigkeit zu schreiben, wobei er nicht nur Romane, sondern auch Rezensionen, Essays, Drehbücher, Übersetzungen von Klassikern in moderne Sprachen und Bildersammlungen schrieb. Vor seinem Debüt als Romanautor hatte er jedoch bereits 1976 das Theaterstück „Yoshitsune Überlieferung“ (義経伝説), veröffentlicht 1991, geschrieben. Zu dieser Zeit soll er den Wunsch geäußert haben, Dramatiker zu werden.
Das Thema seiner Abschlussarbeit lautete übrigens „Die dramatische Welt des Tsuruya Nanboku IV.“ (四世鶴屋南北の劇世界). „Momojiri Musume“ ist jedoch ein einzigartiger Jugendroman, der nicht nur einen unkonventionellen Schreibstil hat, sondern auch von einem starken Geist des Widerstands überströmt, in dem ein Highschool-Mädchen frei und nach Belieben handelt. Das war damals schockierend. Darüber hinaus herrschte damals die Meinung, dass Highschool-Mädchen Mitglieder der Gesellschaft seien. Diese Serie wurde seitdem mit „Das spätere flatterhafes Mädchen ohne Ehre“ (その後の仁義なき桃尻娘) 1983, „Das zurückgekehrte flatterhafte Mädchen“ (帰って来た桃尻娘) 1984, „Der Feigen-Boy und der jugendliche Melonen verkaufende Mönch“ (無花果少年と瓜売小僧) 1985, The Die Serie wurde fortgesetzt, bis die Charaktere erwachsen wurden, wie zum Beispiel in „Der Feigen-Boy und das flatterhafte Mädchen“ (無花果少年と桃尻娘) 1988 und „Mandarinen-Prinzessin im Regen“ (雨の温州蜜柑姫) 1990.

### Kritische Werke
Im Bereich der Kritik veröffentlichte Hashimoto Werke wie „Blühende Mädchen und die Kinpira-Kletten“ (花咲く乙女たちのキンピラゴボウ), erster Teil 1979 und zweiter Teil 1981, einen bahnbrechenden Essay über Mädchen-Manga, sowie „Lotus und Schwert“ (蓮と刀) 1982, „Revolutionöre kurze Hosen als Manifest“ (革命的半ズボン主義宣言) 1984, „89“ 1990, „Armut ist richtig“ (貧乏は正しい) Serie (1994 bis 1996). Das beste Werk ist jedoch „Vollständige Anleitung zu Dramen der Schwertkampfzeit“ (完本チャンバラ時代劇講座) 1986. Mit den Schwertkampf-Filmen als Kern wurden populäre Unterhaltungsprogramme wie Kabuki, anderen Theaterformen, Fernsehen und Striptease analysiert. Dies ist ein 1.400 Seiten starker Band, der die Frage stellt, was es bedeutet, ein Mensch zu sein, was Freiheit und Abweichung von der Ordnung bedeutet. In der Vergangenheit entdeckte das japanische Publikum dies in Schwertkampf-Filmen und populären Romanen.
Darüber übersetzte Hashimoto japanische Klassiker neu, das „Kopfkissenbuch, in die Momojiri-Sprache übersetzt“ (桃尻語訳枕草子), drei Bände 1987, 1988, 1995, „Bilderbuch Tsurezuregusa“ (絵本徒然草) 1990 und 1993, und „Brennofen-Ausgabe des Genji Monogatari“ (窯変源氏物語) 1987, 1988, 1995. Außerdem gibt es 14 Bände der klassischen Werke „Genji Monogatari“ (1991 bis 1993), „Kojiki“ (1993) und 15 Bände von „Heike Monogatari“ (1998 bis 2007).